# Dale R. Corson
Dale Raymond Corson (n. 5 aprilie 1914, Pittsburg⁠(d), Kansas, SUA – d. 31 martie 2012, Ithaca, New York, SUA) a fost un fizician american, al optulea președinte al Universității Cornell. Corson a obținut o diplomă de licență de la Colegiul Emporiei în 1934, masteratul la Universitatea din Kansas în 1935 și doctoratul în fizică la Universitatea Berkeley din California în 1938. Este codescoperitor al elementului astatin. 

## Carieră
În 1946, Corson a venit la Universitatea Cornell ca profesor asistent și a ajutat la proiectarea sincrotronului Cornell. A fost numit profesor asociat în 1947 și profesor în 1956, a devenit președinte al departamentului de fizică în 1956 și apoi decan al Colegiului de Inginerie în 1959.  După demisia lui James A. Perkins din 1969, Corson a devenit președinte al Universității Cornell, funcție pe care a ocupat-o până în 1977, după care a ocupat timp de trei ani funcția de cancelar. În 1979 a fost ales de Consiliul de administrație în calitate de președinte emerit.     

## Activitate științifică
Corson a fost autorul unei cărți de electromagnetism extrem de importante, cu următoarele două ediții: 
- Corson, D.R., Lorrain, P. Introduction to electromagnetic fields and waves, W.H. Freeman, 1962.
- Lorrain, P., Corson, D.R. Fields and Waves Electromagnetic, ed. 2, WH Freeman, 1970 (ISBN: 0-7167-1823-5

Acesta din urmă a încorporat câteva din ideile electromagnetismului relativist. 
Ca parte a doctoratului său la Universitatea Berkeley, Corson a fost co-descoperitor al elementului astatin. În 1987 a primit Public Welfare Medal din partea National Academy of Sciences.